# Eopseuma pusilla
Eopseuma pusilla is een tweekleppigensoort uit de familie van de Chamidae. De wetenschappelijke naam van de soort is voor het eerst geldig gepubliceerd in 1919 door Odhner.